# 木村隼人 (ボクサー)
木村 隼人（きむら はやと、1989年6月23日 - ）は、日本の元プロボクサー。神奈川県川崎市出身。元WBOアジア太平洋スーパーフライ級暫定王者。元韓国スーパーフライ級王者（日本人初の韓国ナショナル王者）。元日本バンタム級暫定王者。横浜さくらボクシングジム（ライセンス上は韓国・ビッグスタージム所属だった）→ワタナベボクシングジム所属。

## 来歴

### タイ所属時
父・木村幸広も元ボクサーで京浜川崎ジムに所属し、横浜さくらボクシングジム会長の平野敏夫に教えを受け、ジュニアフェザー級5位にランクされ杉谷満と日本タイトルを争うなどの活躍をした。
川崎市立京町中学校2年からボクシングをはじめ、卒業後15歳でタイに渡り「ハヤト・チュワタナ(Hayato Chuwatana)」のリングネームでプロデビュー。日本ではプロテスト受験資格が17歳以上だが、タイは15歳以上である。その後4戦4勝3KOでタイ国内フライ級4位にランクされた。

### 韓国所属時及び日本デビュー
17歳となった2006年6月に帰国。タイでの実績からB級での受験となったが不合格（C級ライセンスは取得）。しかしこの結果に不満のジムは海外での活動継続を選択。2007年3月24日、韓国ビッグスタージム所属扱いで韓国プロボクシング協会のB級プロテスト合格。公州市百済体育館で当時日本8位の小室裕一朗を相手に判定勝ちを収めた。
2007年6月16日、「柳準人（ユ・ジュニン、Joon in You）」のリングネームで大邱広域市EXCO体育館にて当時韓国スーパーフライ級5位、後の韓国フライ級王者、PABAフライ級暫定王者鄭眞綺に3回KO勝ちし、韓国スーパーフライ級ランキング3位となった。
2007年9月12日、後楽園ホールで清水慎吾を相手にA級にあたる8回戦を行い、判定勝ちで日本デビューを白星で飾った。
2007年12月6日、韓国江原道横城郡の横城室内体育館で韓国フライ級王者を返上しスーパーフライ級2位にランクされた孫京辰と、孫正五が返上し空位のスーパーフライ級王座決定戦を行い、大差の3-0判定勝ちで同王座を獲得。18歳5か月で日本人初の韓国国内王者となった（日本のジム所属で韓国国内王者になったのは、韓国人と日本人とのハーフ村本徳修が同じくスーパーフライ級で獲得しているが、韓国国籍を有する。日本タイトルの最年少記録は井岡弘樹がミニマム級で獲得した18歳6か月）。この勝利でOPBF7位にランキング入り。
2008年3月22日、済州特別自治道済州市のラマダプラザ済州ホテルで、同級3位の趙容起を4回KO勝ちで防衛に成功。
2008年6月24日、後楽園ホールにて関川陽介との8回戦に出場し、6回TKO勝ち。
2008年7月30日、国立代々木競技場第一体育館にて内藤大助対清水智信と坂田健史対久高寛之フライ級ダブル世界戦の前座でガーンチャイ・クローンパジョン（タイ）との8回戦に出場し、3回TKO勝ちを収める。
2008年10月11日、韓国慶尚南道馬山市の馬山室内体育館で、WBOアジア太平洋5位のリトル・ローズマン（インドネシア）とWBOアジア太平洋スーパーフライ級暫定王座決定戦を行う。この試合からリングネームを「big yoo」と改めた試合で3回KO勝ちでタイトル奪取に成功。その後韓国タイトルは返上した。
2009年2月23日、韓国ソウルにてノンタイトル戦でロイ・ドログレス（フィリピン）と対戦し、判定勝ちを収める。
2009年4月27日、韓国バンタム級王者決定戦に出場し、元PABAバンタム級暫定王者にして同級1位の蔡承錫と闘うも、ダウンを奪うなどしながら1-2のスプリットデシジョンで10回判定負けで初の黒星を喫した。
2009年9月19日に再起戦を韓国で行い順当に勝つと、10月16日後楽園ホールでジョルダー・ルイジー石原（グリーンツダ）に4回TKO勝ち。
2009年12月3日にフジテレビ「NONFIX」というドキュメント番組で木村隼人の特集が放送後、深夜の放送にもかかわらず自身のブログに膨大なコメントが寄せられた。その日の、ブログ総アクセス数は約9万件以上にも及び、一時、アメーバブログの急上昇ランキングの1位に掲載された。
2010年1月3日、韓国大邱広域市東区文化体育会館でフィリピンフライ級王者ブリックス・ボンブ・レイに10回0-3で判定負けを喫し2敗目。
2010年4月6日、後楽園ホールにて、BJ・ドロロサ（フィリピン）と対戦。2Rにダウンを喫するも、その後挽回し5回TKO勝ち。
2010年7月16日、フィリピンボホール島のタグビララン市にあるガルシアフットボールスタジアムにて、WBOアジア太平洋バンタム級王座決定戦に同9位として、同5位でラファエル・コンセプションのWBA世界スーパーフライ級暫定王座決定戦を行なったことのある、WBA世界バンタム級4位・WBC世界バンタム級11位・IBF世界バンタム級4位の世界ランカーアレックス・ジョン・バナル（フィリピン）と対戦し、5回KO負けでタイトル奪取ならず。3敗目を喫すると同時に初のKO負け。
2010年10月19日、後楽園ホールにて、モービル・マーチン（中日ジム）とバンタム級で対戦し、8RTKOで敗れる。これにより、日本国内で初黒星及び初の連敗。
当時日本のジム所属のボクサーは日本ボクシングコミッション（JBC）未公認のIBF・WBO王座に挑戦することが不可能だったが、木村はライセンス上は韓国のジム所属のため、IBF・WBO王座への挑戦も可能で、横浜さくらジムの平野会長は韓国のジム所属のまま木村に世界王座を狙わせる方針を明らかにしていた。本人も「今の韓国でのリングネームが一番です」「韓国はプロテストを落とされて助けてもらった国」とインタビューで語っている。
2012年4月、元WBC世界ミニマム級王者のオーレイドン・シスサマーチャイが持つWBCインターナショナルスーパーフライ級王座に挑戦するが、6R終了TKOで敗戦。

### ワタナベジム移籍
その後試合から遠ざかっていたが、2013年5月にワタナベボクシングジムへ移籍。2014年1月にはスーパーフライ級のA級トーナメントで優勝するが、その後敗戦が続きバンタム級に階級を戻し、またスーパーフライ級になった。
2014年4月13日、石川県産業展示館でマーロン・タパレスと119ポンド契約10回戦を行い、5回1分40秒、0-2の負傷判定負けを喫した。
2015年9月27日、大阪府立体育会館で日本スーパーフライ級王者の石田匠に、同級11位で挑戦。10回0-3（93-97、93-98、91-99）の判定負けを喫し王座獲得に失敗した。
2016年10月6日、後楽園ホールにて空位の日本スーパーフライ級王座をかけて中川健太と対戦したが、10回1-2（95-97、96-95、93-97）で判定負けして、王座獲得とはならなかった。
2017年7月19日、後楽園ホールでOPBF東洋太平洋スーパーフライ級王者のレネ・ダッケルに挑戦したが、12回0-3（113-115、111-117、112-116）で判定負けを喫した。
2018年2月26日、後楽園ホールで日本スーパーフライ級5位の山下賢哉に、7回39秒TKO勝ちした。
2018年12月20日、後楽園ホールで日本バンタム級王者の齊藤裕太の負傷により設けられた日本同級暫定王座をかけて同級6位の高野誠三と対戦し、8回1分53秒TKO勝ちを収め、王座を獲得した。
2019年4月18日、後楽園ホールで日本バンタム級正規王者の齊藤裕太と王座統一戦を行い、5回2分8秒TKO負けを喫した。
2019年5月16日、自身のブログで現役引退を表明した。

## 戦績
- プロボクシング：39戦28勝(19KO)11敗